# Mater et Magistra
Mater et magistra est une encyclique donnée par Jean XXIII le 15 mai 1961.

## Contexte historique
Mater et magistra a été écrit à l'occasion du 70e anniversaire de l'encyclique sociale Rerum novarum du pape Léon XIII. Il fait également référence à l'enseignement social du pape Pie XI dans Quadragesimo anno, et du pape Pie XII dans une émission de radio donnée le 1er juin 1941. Le document mentionne les changements suivants survenus dans le monde depuis cette date : 
- les progrès scientifiques, notamment l'énergie atomique, les matériaux synthétiques, l'automatisation accrue, l'agriculture moderne, les nouveaux moyens de communication (radio et télévision), les transports plus rapides, les débuts de la navigation spatiale ;
- de nouveaux systèmes sociaux tels que la sécurité sociale, l'amélioration de l'éducation de base, l'élimination des barrières de classe et une plus grande sensibilisation du citoyen moyen aux affaires publiques ;
- le manque d'équilibre économique entre l'agriculture et l'industrie, et entre les différents pays dans le domaine politique, l'effondrement du colonialisme, l'indépendance de nombreux États en Asie et en Afrique, et un réseau croissant d'organisations internationales.

Le concile Vatican II s'est ouvert un peu plus d'un an après la promulgation de Mater et magistra. 

## Plan de l'encyclique
- Première partie : Les enseignements de l'encyclique Rerum novarum et ses développements opportuns dans le magistère de Pie XI et de Pie XII.

- Seconde partie : Précisions et développements apportés aux enseignements de Rerum novarum.

- Troisième partie : Nouveaux aspects de la question sociale.

- Quatrième partie : Renouer des liens de vie en commun dans la vérité, la justice et l'amour.